# Erika Mori

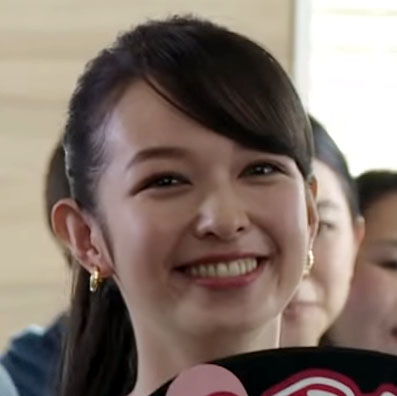
Erika Mori

Erika Mori (japanisch 森 絵梨佳 Mori Erika; * 4. Oktober 1988 in Sendai) ist eine japanische Schauspielerin und Model (vor allem für Kosmetik in Mode- und Beauty-Zeitschriften).

## Leben und Karriere
Mori wurde am 4. Oktober 1988 in Sendai geboren. Sie hat einen älteren Bruder und eine ältere Schwester. Mit den Eintritt ins Gymnasium zog sie nach Tokio. 2014 hat sie geheiratet und 2017 einen Sohn bekommen.
Bekannt wurde Erika Mori in der Serie "Kamen Rider Hibiki". Sie ist derzeit auf Netflixserie "Good Morning Call" als Yuri Uehara zu sehen. Außerdem ist sie Schönheitsberaterin, ausgebildete Gemüsesommelière und Farbkoordinatorin. Unter anderem spielt sie Klavier und Flöte.
2013 wurde Erika Mori zum schönsten Gesicht Japans gewählt.
Seit Mitte Dezember 2023 gestaltet Erika Mori vier- bis achtminütige Radiobeiträge auf stand.fm, es geht um tägliches Leben, Kinderbetreuung (Mori hat jüngst eine Ausbildung in Kinderbetreuung erfolgreich abgeschlossen) und Beauty-Informationen.

## Filmografie (Auswahl)
Filme
- 2004: Mondainonaiwatashitachi
- 2005: Kamen Rider: kyōki to 7-ri no senki
- 2007: Kamen Rider: The Next
- 2016: Zen'in, kataomoi[8]
- 2019: Ainekurainenahatomujīku (= Eine kleine Nachtmusik)[9]

Serien
- 2005: Kamen Rider Hibiki
- 2016: Good Morning Call[10]
- 2016: Raburabueirian (rabu rabu eirian = Love love alien)[11]
- 2016: Asadora

Sendungen
- 2021: The Game Awards 2021